# 韋爾達村希爾斯 (密蘇里州)
韋爾達村希爾斯（英語：Velda Village Hills）是位於美國密蘇里州聖路易斯縣的城市。

## 人口
根據2020年美國人口普查的數據，韋爾達村希爾斯的面積為0.31平方千米，皆為陸地。當地共有人口881人，而人口密度為每平方千米2,842人。